# Beate Clausdatter Bille
Beate Clausdatter Bille, född 1526, död 1605, var en dansk hovfunktionär. Hon var hovmästarinna till Danmarks drottning Sofia av Mecklenburg mellan 1583 och 1592.